# Les Voleurs de la nuit (film, 2021)
Pour les articles homonymes, voir Les Voleurs de la nuit (homonymie).
Pour plus de détails, voir Fiche technique et Distribution.
Les Voleurs de la nuit (Night Raiders) est un film néo-zélando-canadien écrit et réalisé par Danis Goulet (en) et sorti en 2021.
Il est présenté en avant-première à la Berlinale 2021, puis dans divers autres festivals comme celui de Toronto. Il sort ensuite pour le grand public, principalement sur des plateformes de vidéo à la demande et en DVD. Il reçoit globalement de bonnes critiques.

## Synopsis
En 2044, en Amérique du Nord, l’État possède les enfants. Ils sont donc sa propriété et élevés dans des académies. Niska, femme du peuple amérindiens des Cris, va alors rejoindre une équipe de résistants pour retrouver et sauver sa fille.

## Fiche technique
Sauf indication contraire, les informations mentionnées dans cette section peuvent être confirmées par la base de données cinématographiques IMDb,  présente dans la section « Liens externes ».
- Titre français et québécois : Les Voleurs de la nuit[1],[2]
- Titre original : Night Raiders
- Réalisation et scénario : Danis Goulet (en)
- Musique : Moniker
- Photographie : Daniel Grant (en)
- Montage : Jorge Weisz
- Production : Georgina Allison Conder, Paul Barkin, Chelsea Winstanley et Tara Woodbury

Producteurs délégués : Kyle Irving, Lisa Meeches, Taika Waititi et Timothy White
- Sociétés de production : XYZ Films, Alcina Pictures, Eagle Vision, Miss Conception Films et Uno Bravo
- Distribution : Elevation Pictures (Canada), Entract Films (Québec)
- Pays de production :  Canada,  Nouvelle-Zélande
- Langues originales : anglais, cri
- Format : Couleurs - 1,85:1
- Genre : science-fiction, dystopique
- Durée : 101 minutes
- Dates de sortie : 
  - Allemagne : 15 juin 2021 (Berlinale 2021[3])
  - Canada : 10 septembre 2021 (Festival international du film de Toronto 2021) ; 8 octobre 2021
  - France : 11 août 2022 (VOD et DVD)

## Distribution
- Elle-Máijá Tailfeathers (en) : Niska
- Brooklyn Letexier-Hart : Waseese
- Alex Tarrant : Leo
- Amanda Plummer : Roberta
- Shaun Sipos : Randy
- Eric Osborne : Pierre
- Gail Maurice : Ida
- Violet Nelson : Somonis
- Birva Pandya : Victoria

## Production
Le film est produit par Taika Waititi dans une coproduction entre le Canada et la Nouvelle-Zélande. La réalisatrice a déclaré s'être inspirée du film Les Fils de l'homme d'Alfonso Cuarón ainsi que des opérations militaires de l'état américain face à l'opposition à l'oléoduc Dakota Access à la réserve indienne de Standing Rock en 2016. De plus, le film est pensé comme une allégorie aux pensionnats pour Autochtones au Canada du XIXe siècle.
Le film est tourné dans les environs de Toronto en 2019. Il devait initialement sortir en 2020, mais la pandémie de Covid-19 au Canada a provoqué des retards de tournage et le film n'est finalement sorti qu'en 2021.

## Accueil
Le film reçoit des critiques globalement positives. Sur l'agrégateur américain Rotten Tomatoes, il récolte 84% d'opinions favorables pour 49 critiques et une note moyenne de 7,1⁄10. Le consensus suivant résume les critiques compilées par le site : « Night Raiders établit de sinistres parallèles entre son cadre dystopique et le présent, offrant un rappel troublant que les horreurs du passé sont souvent encore très présentes ». Sur Metacritic, il obtient une note moyenne de 63⁄100 pour 5 critiques.
Le film remporte également le Grand Prix de la compétition nationale lors de la 50e édition du Festival du nouveau cinéma[source secondaire souhaitée].